# Paradoxo de D'Alembert

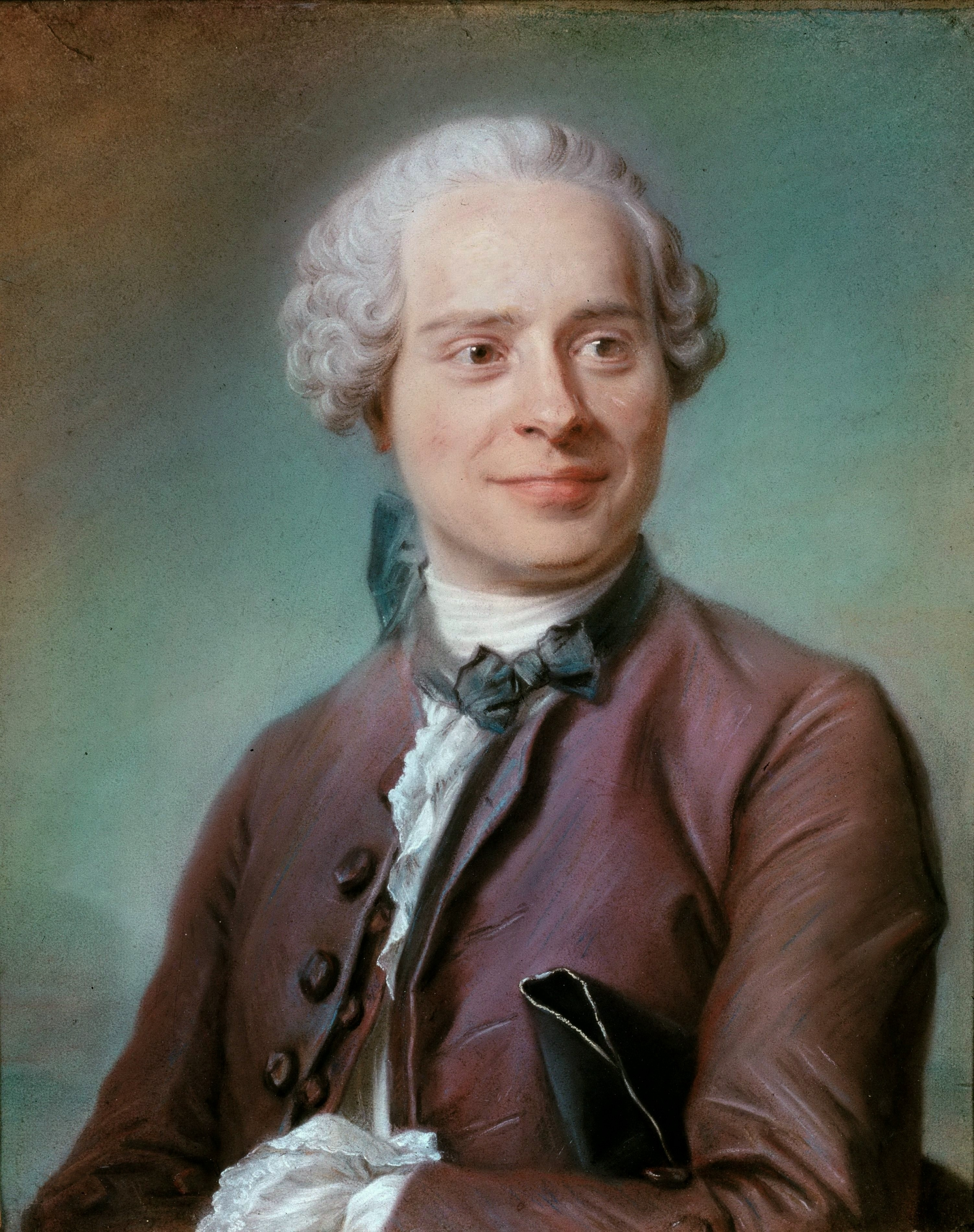
Jean le Rond d'Alembert

O paradoxo de D'Alembert, é uma contradição percebida por D'Alembert, um iluminista, após estudar matematicamente o fenômeno da resistência produzida sobre um corpo quando uma corrente de fluido (líquido ou gás) circula sobre ele.
D'Alembert aplicou a teoria de fluxo potencial para modelar o fenômeno, e concluiu que a força resultante sobre o corpo imerso no escoamento é zero, o que contradiz a observação. Ele estava interessado em estudar a resistência ao avanço de embarcações, grande desafio para a época e de extrema importância, tendo em vista a importância do domínio dos mares.
Ao modelar o escoamento, D'Alembert utilizou a teoria de escoamento potencial, que só é válida para fluido ideal (não viscoso), porém ele não tinha consciência disso, achava que estava modelando o fluido real, pois na época não se tinha conhecimento da influência da viscosidade no escoamento, que só veio a ser modelado pelas equações de Navier-Stokes.